# اکیوش
اکیوش(کرخه)،روستایی در عبدالخان از توابع بخش مرکزی شهرستان کرخه  در استان خوزستان ایران است.

## جمعیت
این روستا در دهستان سیدعباس قرار دارد و براساس سرشماری مرکز آمار ایران در سال ۱۳۸۵، جمعیت آن ۲۳۰ نفر (۳۷خانوار) بوده‌است.